# Lennonmuur

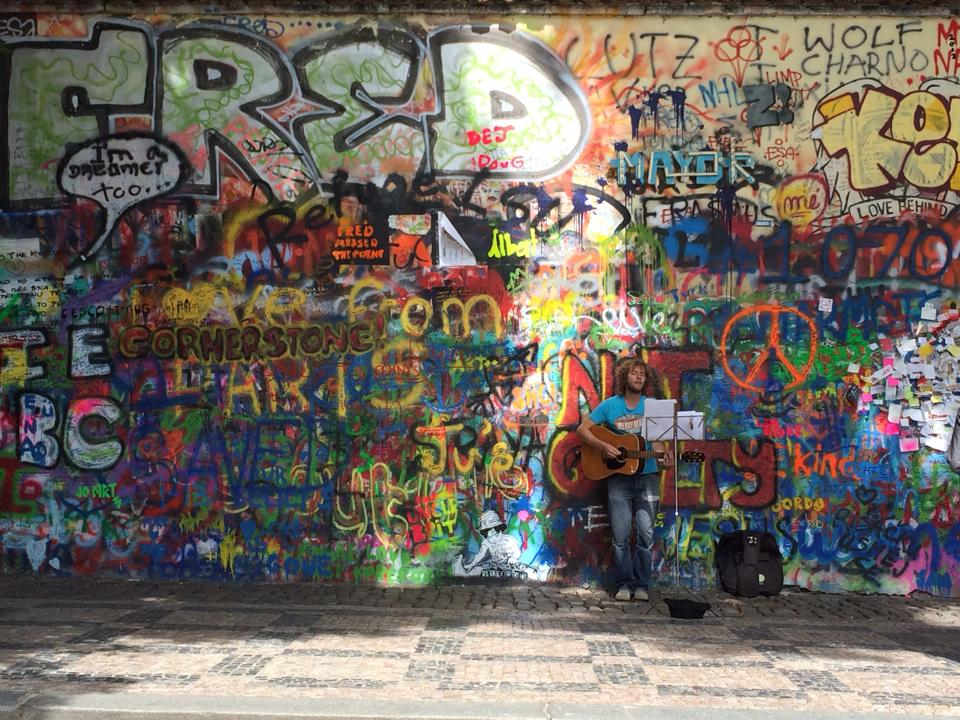
De Lennonmuur in 2014, vlak voordat het overgeverfd werd

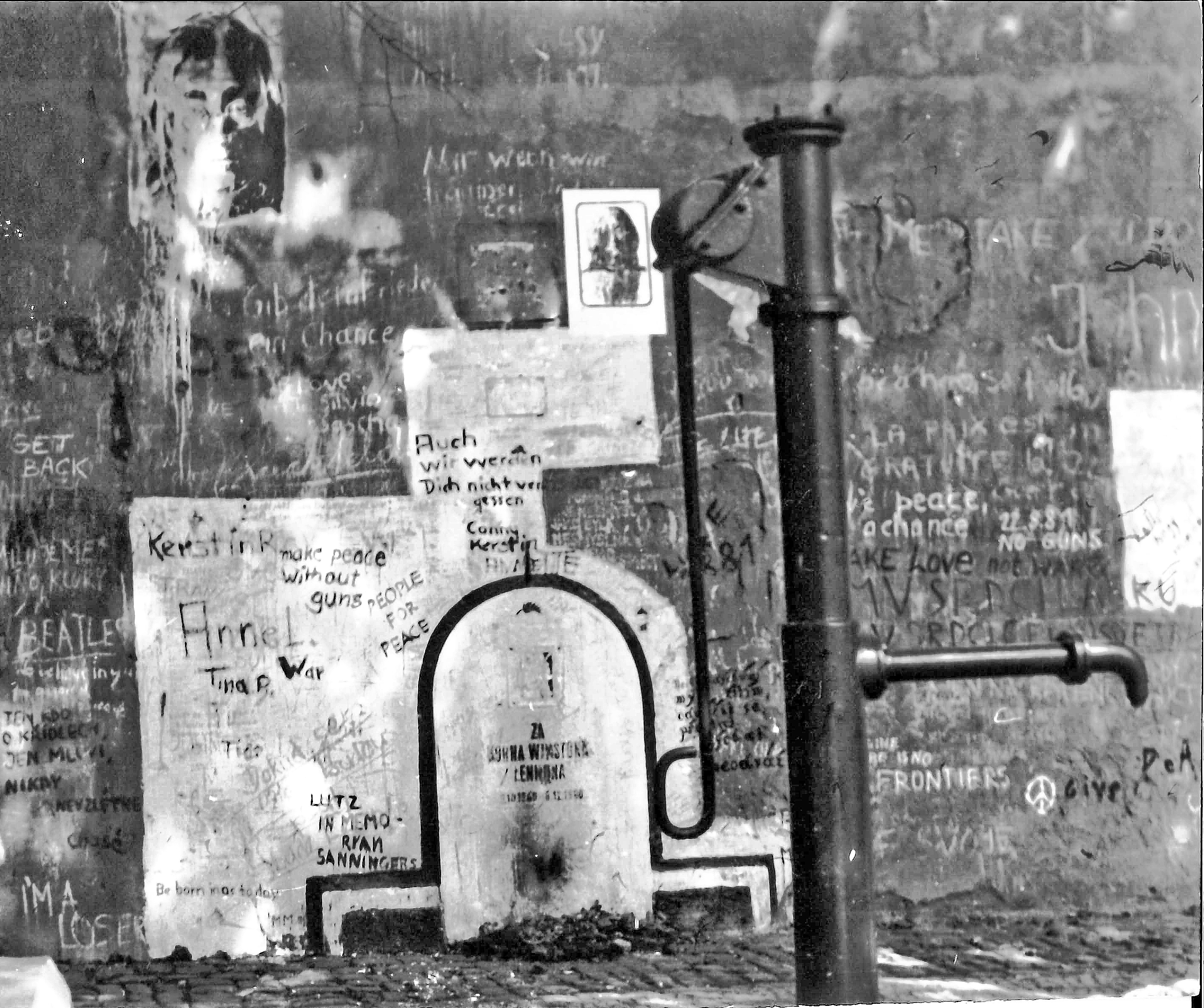
Lennonmuur in augustus 1981

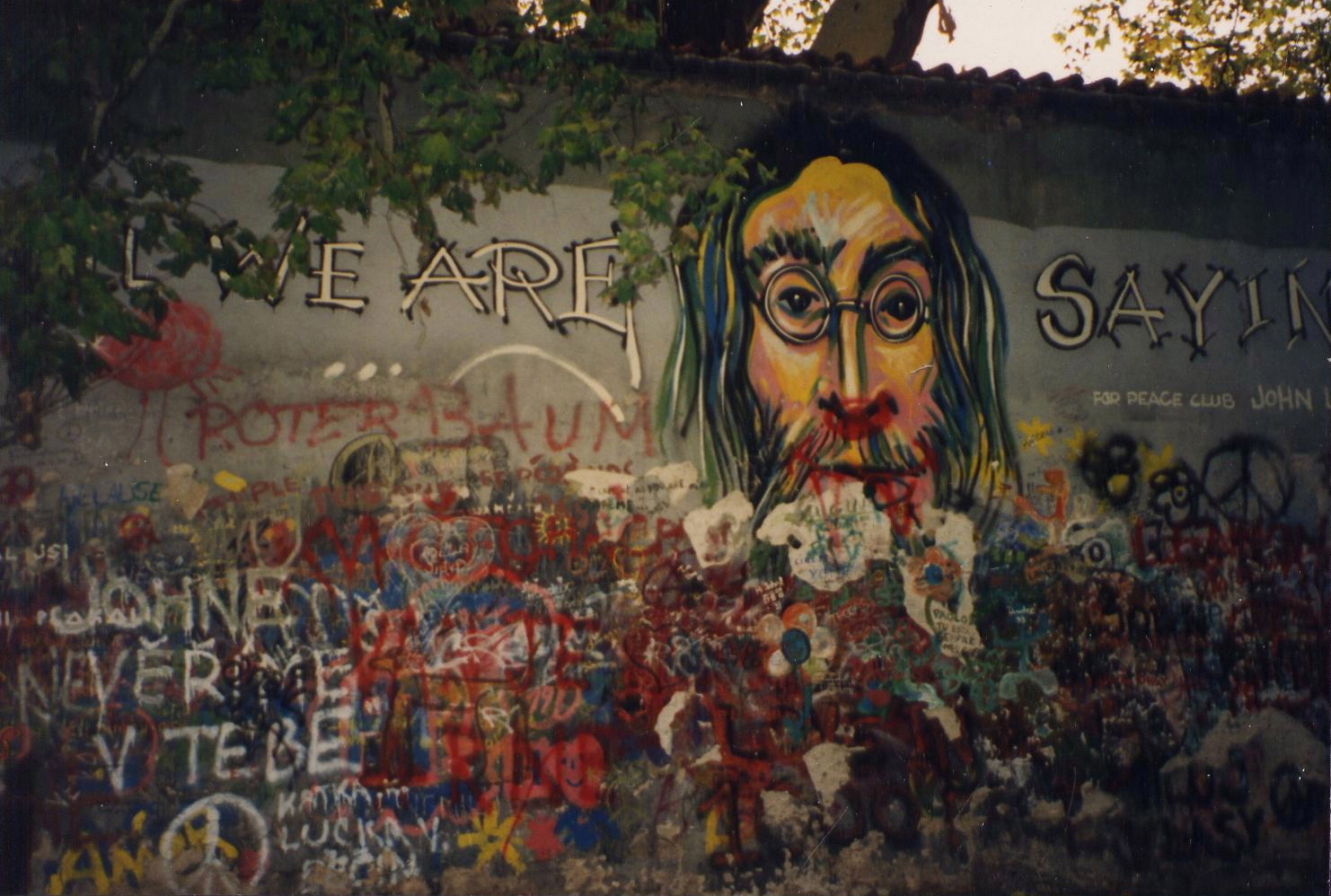
Deel van de Lennonmuur, 1993

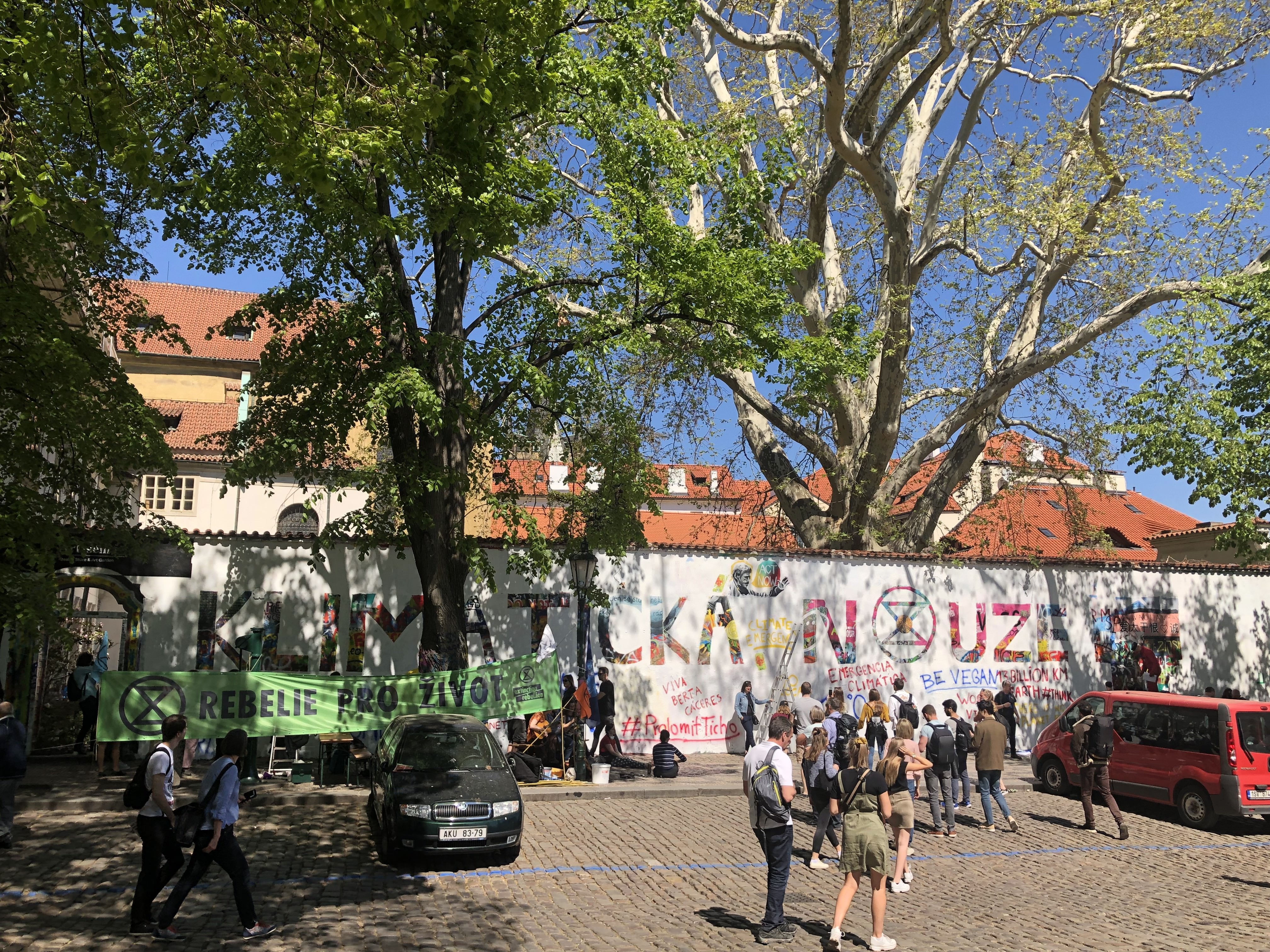
Extinction Rebellion-muurschildering

De Lennonmuur, of John Lennonmuur is een muur in Praag in Tsjechië. De muur is in de tachtiger jaren beschilderd met graffiti die geïnspireerd is op John Lennon en songteksten van The Beatles. Sindsdien is de muur veelvuldig overgeschilderd en voorzien van wisselende protestuitingen tegen lokale of wereldwijde problemen en oproepen tot wereldwijde idealen zoals liefde en vrede.

## Geschiedenis en ontwikkelingen
De muur is gelegen aan een afgelegen pleintje (Velkopřevorské náměstí) tegenover de Franse ambassade. De muur kreeg haar eerste versiering na de moord op John Lennon. Een onbekende artiest schilderde een portret van de zanger en plaatste daarbij ook een aantal songteksten. In die tijd, waar verwijzingen naar de westerse maatschappij verboden waren, werd dit gezien als een protest. De schildering werd door de autoriteiten snel verwijderd. Toen de muur door autoriteiten overgeverfd werd, stonden er de volgende dag alweer nieuwe gedichten en bloemen.
In 1988 was de muur een bron van irritatie voor het communistische regime van Gustáv Husák. Na een korte periode van democratisering en liberalisering die bekend staat als de Praagse Lente, draaide de nieuwe communistische regering de hervormingen terug. Jonge Tsjechen schreven hun ongenoegen over het verlies van vrijheden op de muur. Dat leidde tot een gevecht tussen honderden studenten met de politie op de nabijgelegen Karelsbrug. De liberaliseringsbeweging waar de studenten toe behoorden werd "Lennonisme" genoemd (niet te verwarren met leninisme).
Sindsdien is het originele portret van Lennon verdwenen onder meerdere lagen nieuwe verf. Ze is beschilderd met wisselende protestuitingen tegen lokale of wereldwijde problemen, maar ook met oproep tot idealen zoals liefde en vrede. Tegenwoordig staat de muur symbool voor wereldwijde idealen zoals liefde en vrede.
De muur is eigendom van de Maltezer Orde. Aanvankelijk schilderde de Orde de graffiti steeds over met witte verf. Dat bleek al snel ondoenlijk, zodat dat zij tegenwoordig toestaat dat graffiti op de muur geplaatst blijft worden.
Op 17 november 2014, de vijfentwintigste verjaardag van de Fluwelen Revolutie, werd de muur helemaal wit geverfd door een groep kunststudenten. Er was enkel op geschreven: "Wall is over"  [sic]. De Maltezer Orde deed in eerste instantie aangifte van vandalisme, maar die werd later ingetrokken toen ze contact legden met de studenten in kwestie. Deze tekst is in veranderde vorm blijven bestaan tot 22 april 2019. Het is daarna veranderd in "War is over”, verwijzend naar het liedje Happy Xmas (War is over) van John Lennon en Yoko Ono van 1971.
Op 22 april 2019 (Earth Day) werd de hele muur overgeschilderd door de actiegroep Extinction Rebellion met slogans die actie eisten tegen klimaatverandering. "KLIMATICKÁ NOUZE" stond er in grote blokletters, Tsjechisch voor "klimaat in nood". Voorbijgangers werden aangemoedigd om hun eigen boodschap in meerdere talen op de muur te schrijven.
In juli 2019 schilderden kunstenaars een gedenkteken op de muur voor Marco Leung Ling-Kit, een activist bij de demonstraties van 2019 in Hongkong tegen de uitleveringswet met China. Hij werd als dodelijk slachtoffer een symbool van deze demonstraties. Het kunstwerk beeldt de gele regenjas af die hij droeg tijdens het ophangen van een spandoek, wat uiteindelijk leidde tot een val van het gebouw.
De muur wordt nogal eens gevandaliseerd door dronkaards en toeristen. Daarom heeft het stadsbestuur in 2019 besloten om bewakingscamera's te plaatsen en gaat de politie vaker surveilleren.

## Navolging

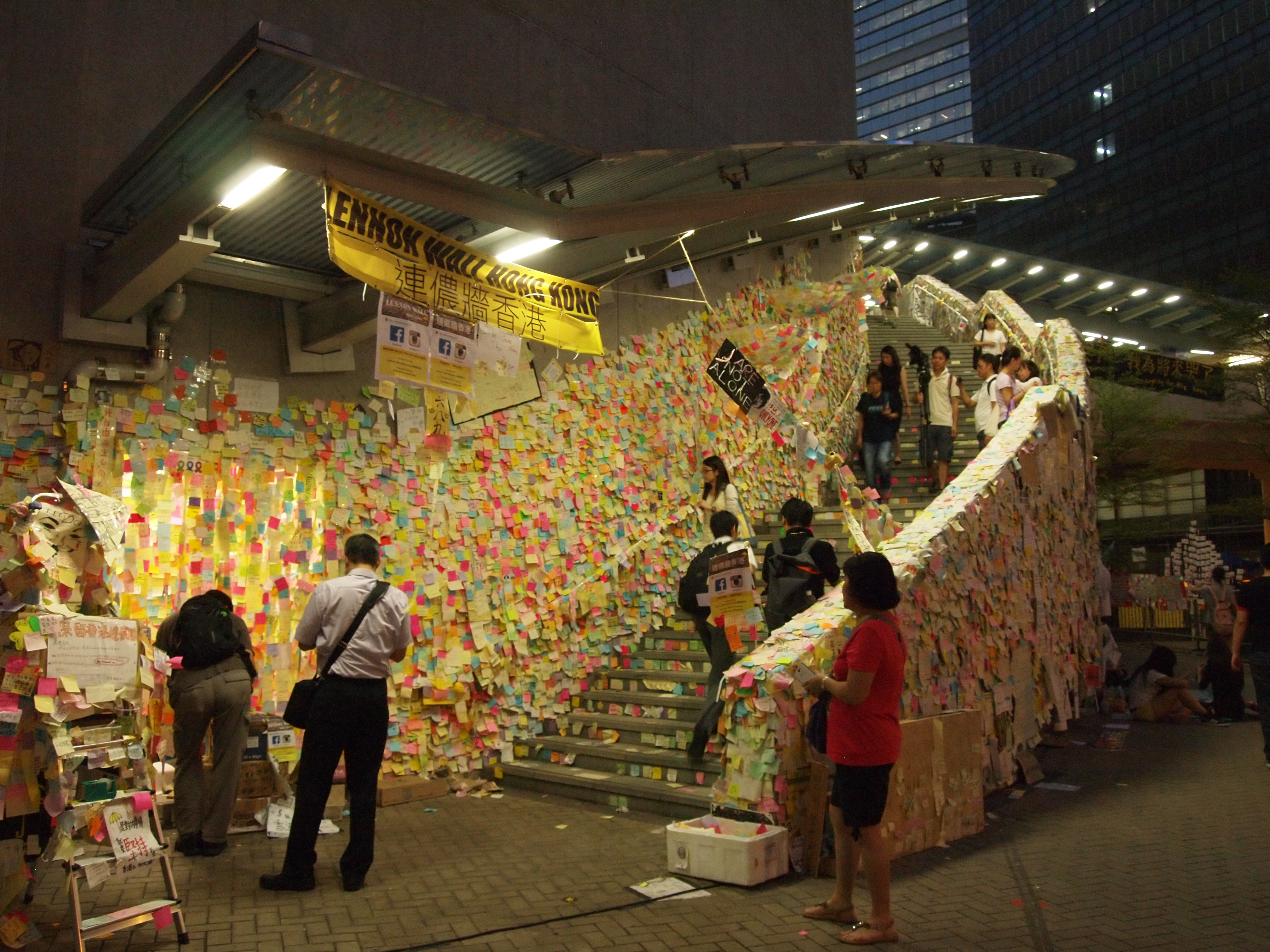
Hongkong tijdens de parapludemonstraties; Lennonmuur bij het regeringsgebouw, 21 oktober 2014

Wereldwijd zijn er meer graffitimuren ingericht, geïnspireerd door de muur in Praag.

### Hongkong

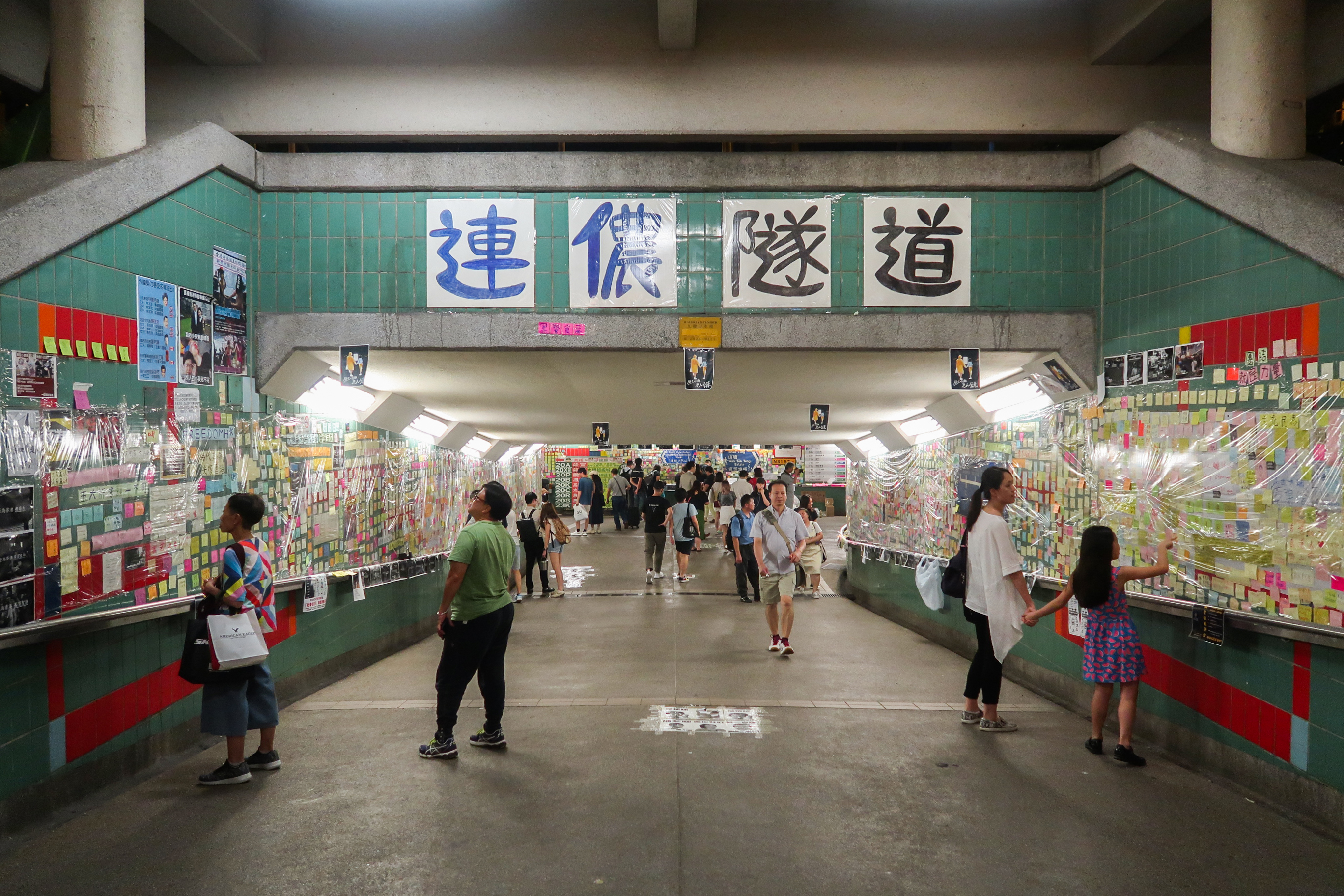
Een tunnel bij station Tai Po Market, de "Lennontunnel" gedoopt

Tijdens de protesten in Hongkong in 2014 was bij het regeringsgebouw een Lennonmuur opgericht. Er werden duizenden kleurrijke post-it-briefjes opgehangen, waarop mensen democratische wensen voor Hongkong hadden geschreven. De muur was een van de artistieke uitingen van de paraplu-demonstraties. Gedurende de honderden protestacties zorgden aanhangers van de paraplu-demonstraties acht maanden lang voor het behoud van de muur.
Tijdens de protesten in Hongkong in 2019 werd dezelfde Lennonmuur opnieuw bij het kantoorgebouw van de centrale regering opgericht. In juni en juli werden ook op andere plekken in Hongkong honderd drieënzestig muren bloemrijk versierd met kleurrijke post-it berichtjes over vrijheid en democratie. Dit gebeurde ook in kantoorgebouwen van de regering zoals het ministerie van radio en televisie. Aan de Lennonmuur in Praag werden ook steunbetuigingen aan de beweging in Hong Kong toegevoegd. Ook in andere steden zijn vergelijkbare steunbetuigingen verschenen, onder meer in Toronto, Vancouver, Tokio Berlijn, Londen, Sydney, Manchester, Melbourne, Taipei en Auckland.